# .na
na. هو نطاق إنترنت من صِنف مستوى النطاقات العُليا في ترميز الدول والمناطق، للمواقع التي تنتمي إلى ناميبيا. المسؤول عن النطاق والذي يديره هو ناميبيان نتوورك إنفورميشن سنتر (بالإنجليزية: Namibian Network Information Centre)‏.